# Fagerhults församling
För församlingen i norra Skåne, se Skånes-Fagerhults församling
Fagerhults församling är en församling i Högsby pastorat i Stranda-Möre kontrakt i Växjö stift. Församlingen ligger i Högsby kommun i Kalmar län.

## Administrativ historik
Församlingen har medeltida ursprung. Ur församlingen utbröts under senmedeltiden Kråksmåla församling som kapellförsamling, från 1612 annexförsamling. Fagerhults församling var sedan till den 1 maj 1863 moderförsamling i pastoratet Fagerhult och Kråksmåla, för att från 1863 till 1992 utgöra ett eget pastorat. Från 1992 är församlingen annexförsamling i pastoratet Högsby, Fågelfors, Långemåla och Fagerhult.

## Kyrkor
- Fagerhults kyrka|[4]

## Series pastorum
| Ämbetstid     | Namn                         | Levnadstid     |
| ------------- | ---------------------------- | -------------- |
| (1402)        | Nils                         |                |
| (1554)–(1556) | Olof                         |                |
| (1557)–(1559) | Petrus                       |                |
| (1560)–(1568) | Sveno Jonae                  |                |
| 1569–?        | Petrus Birgeri               |                |
| 1579–1612     | Petrus Simonis               | död 1635       |
| 1612–1643     | Magnus Laurentii Wellerius   | död 1643       |
| 1645–1657     | Nicolaus Olai Calmariensis   | död 1657       |
| 1658–1676     | Nicolaus Brodderi Bruun      | 1617–1693      |
| 1678–1719     | Israel Starbeckius           | 1646–1719      |
| 1721–1729     | Georg Melin                  | 1688–1729      |
| 1731          | Petrus Laurentii Landerbeck  | 1699–1779      |
| 1732–1733     | Nils Collin                  | 1680–1733      |
| 1734–1738     | Lars Schalin                 | 1701–1739      |
| 1738–1765     | Lars Aurelius                | 1701–1765      |
| 1768–1772     | Israel Matthias Starbeckius  | 1708–1772      |
| 1773–1789     | Nils Wagnelius               | döpt 1720–1789 |
| 1791–1810     | Pehr Ekerot                  | 1741–1810      |
| 1812–1826     | Olof Ekerot                  | 1773–1852      |
| 1826–1827     | Sven Sahlsteen               | 1782–1827      |
| 1830–1843     | Carl Gustaf Montelius        | 1788–1852      |
| 1843–1860     | Nils Isak Löfgren            | 1797–1881      |
| 1860–1901     | Anders Herman Bogislaus Lind | 1814–1901      |
| 1903–1929     | Johan August Egberg          | 1852–1933      |
| 1930–1959)    | Arvid Egberg                 | 1893–1972      |
| 1959-1973     | Ivar Karlsson                | 1907-1996      |
| 1976-1991     | Peter Bexell                 | 1945-          |

## Organister
| Ämbetstid | Namn                  | Levnadstid | Övrigt                |
| --------- | --------------------- | ---------- | --------------------- |
| 1727      | Pär Nilsson           |            | Klockare              |
| 1727-1732 | Jonas Isaksson        |            | Organist              |
| 1736-1740 | Jonas                 |            | Organist              |
| 1746-1758 | Jonas Ekman           |            | Organist              |
| 1798      | J. P. Ekman           |            | Organist              |
| 1767-1769 | Pär Pärsson           |            | Klockare              |
| 1770-1783 | Jonas Almgren         | 1736-1783  | Klockare              |
| 1798-1831 | Sven Fagerlund        | 1755-      | Klockare              |
| 1840-1851 | P. Hultqvist          | 1816-      | Organist och klockare |
| 1852-1858 | Carl Peter Hultstedt  | 1820-      | Organist och klockare |
| 1858-1898 | Johan Peter Sjöberg   | 1825-      | Organist och klockare |
| 1886-1895 | Peter Johan Andersson | 1860-      | Klockare och organist |